# Pouakai Saxum
Il Pouakai Saxum è una struttura geologica della superficie di 101955 Bennu.